# Chignolo d’Isola
Chignolo d’Isola – miejscowość i gmina we Włoszech, w regionie Lombardia, w prowincji Bergamo.
Według danych na styczeń 2009 gminę zamieszkiwało 3159 osób przy gęstości zaludnienia 597,2 os./1 km².